# Narodowy Park Archeologiczny Tierradentro
Narodowy Park Archeologiczny Tierradentro (hiszp. Parque Arqueológico Nacional de Tierradentro, ang. National Archaeological Park of Tierradentro) – park archeologiczny w południowo-zachodniej Kolumbii, prezentujący zabytki pozostawione przez prekolumbijską kulturę Tierradentro.

## Położenie
Park ten zlokalizowany jest w okolicach miasta San Andrés de Pisimbalá w gminie Inzá, gdzie odkryto najwięcej obiektów związanych z tą kulturą. Obejmuje kilka stref występowania podziemnych grobowców (Alto de Aguacate, Loma de San Andres, Alto de Segovia i Alto del Duende) oraz stanowisko z największą koncentracją kamiennych figur (w El Tablón). Łącznie powierzchnia parku obejmuje ponad 19 tysięcy m².

## Historia powstania
Park został utworzony w 1945 ze stopniowo skupowanych od 1938 przez państwo terenów z pojedynczymi stanowiskami archeologicznymi. W 1992 został uznany przez kolumbijską Radę Zabytków Narodowych za Pomnik Narodowy, co zostało potwierdzone dekretem rządowym w 1993. W 1995 został wpisany na listę światowego dziedzictwa UNESCO.